# Pnoepyga albiventer
A Pnoepyga albiventer a verébalakúak (Passeriformes) rendjébe, ezen belül a Pnoepygidae családba és a Pnoepyga nembe tartozó faj. 9-10 centiméter hosszú. Bhután, India,
Mianmar, Nepál és Vietnám nedves erdőiben él, télen a magasabb hegyvidékről a völgyekbe költözik. Rovarokkal és magokkal táplálkozik. Márciustól augusztusig költ.

## Alfajai
- P. a. pallidior (Kinnear, 1924) – észak-Indiától középnyugat-Nepálig;
- P. a. albiventer (Hodgson, 1837) – középkelet-Nepáltól kelet-Mianmarig, észak-Vietnám.

## Fordítás
- Ez a szócikk részben vagy egészben  a   Scaly-breasted wren-babbler című angol Wikipédia-szócikk fordításán alapul.  Az eredeti cikk szerkesztőit annak laptörténete sorolja fel. Ez a jelzés csupán a megfogalmazás eredetét és a szerzői jogokat jelzi, nem szolgál a cikkben szereplő információk forrásmegjelöléseként.